# Tulasneantha monadelpha
Tulasneantha monadelpha là một loài thực vật có hoa trong họ Podostemaceae. Loài này được (Bong.) P. Royen miêu tả khoa học đầu tiên năm 1953.